# 장석웅 (건축가)
장석웅(張錫雄, 1938년 1월 2일~2011년 12월 26일)은 대한민국 건축가이다. 한양대 공과대학을 졸업하고, 1957년 김중업 건축연구소에서 수학하였고, 1968년 (주)아도무종합건축사사무소를 설립해 수많은 작품을 남겼으며, 한국건축가협회 회장, 미국 건축가 협회 원로 명예회원, 김수근 문화재단 이사 등을 역임했다.

## 생애[3]
건축가 장석웅은 1938년 1월 2일 서울에서 출생하였다. 경복중학교 시절 수학을 가르쳤던 송민구 선생에게 깊은 인상을 받고 대학을 건축과로 진학하게 되었다. 장석웅은 대학교 2학년 때 화신백화점에서 건축과 학생작품 전시회1)에 작품을 출품하였는데, 참관하였던 김중업 선생과의 만남이 계기가 되어 김중업건축연구소에서 실무를 시작하게 된다. 장석웅은 주로 김중업의 스케치를 도면으로 표현해 내는 일을 하며, 서강대학교 본관(1958)부터 주한프랑스 대사관(1960)까지, 김중업의 초기 작업에 참여하였다.
장석웅 아카이브는 크게 학창시기, 해군복무시기, 아도무건축시기로 나눌 수 있겠다. 학창시기는 1956년에서 1961년까지로, 대학 4학년 때 발표한 국군기념관2)과 대학원 시절에 발표한 4.19학생기념관3)을 사진으로 확인할 수 있다.
대학원 시절 4.16군사혁명으로 병역을 위해 대학원의 학업을 중단하고 해군 시설장교로 임관하게 된다. 해군 시설장교로서 1961년부터 1966년까지 해군 관계의 건축설계를 진행하며 실무를 이어간다. 외부에서 수주를 받아 파트타임 형식으로 작업하여 완공한 성공회 신학교의 천군전4)을 시작으로 여의도 중심 올림픽 경기장5), 해군시설 장교로 복무 중 완성한 해군사관학교 교회6)를 사진자료로 확인할 수 있으며, 1965년에 설계한 해군공관은 청사진 도면으로 보관하고 있다.
1967년 4월, 해군 복무를 마친 장석웅은 김중업건축연구소의 후신인 홍익대 생산미술연구실의 도시건축연구소에서 건축실장으로 1년여 간 근무한 뒤, 이듬해 1968 10월 1일 아도무건축연구소7)를 설립하였다.
현재 수집된 기록물을 중심으로 1968년부터 2010년까지 아도무건축이 수행한 건축을 살펴보면, 개인주택8)을 중심으로 업무시설9), 군시설10), 종교시설11), 공장시설12), 의료시설13) 등 다양한 작품을 진행하여 온 것을 확인할 수 있다.
1980년대 중반이 되면 주택설계의 비중이 줄어들고, 현상설계 참가와 대학의 단위건물, 문화집회시설, 군시설 등 주로 공공재 역할을 담당하는 설계를 진행하게 된다. 또한 1980년을 기점으로 장석웅은 일관성 있는 조형미를 선보인다.
<진해 해군박물관, 1980>, 현상설계를 통해 당선된 <한밭도서관, 1985>과 <인천종합문화예술회관, 1988>, 그리고 <건국대학교 상허기념도서관, 1986>, <원주치악예술관, 1988>, <해군사관학교 생도회관, 1989>, <대전EXPO대공연장, 1991> 등은 동일한 조형언어로 읽혀지며 <서울시 보건환경 연구원, 1987>, <건국대 충주캠퍼스 학생회관, 1988>, <건국대학교 충주캠퍼스 야학생 기숙사, 1999> 등이 또한 그러하다. 이들 작품 중 <해군사관학교 생도회관>과 <건국대학교 충주캠퍼스 야학생 기숙사>는 청사진으로 보관하고 있으며 그 외의 작품은 모두 사진으로 보관하고 있다.
1993년 한국토지개발공사에서는 현역으로 활동하는 한국건축가 20명을 선정하여 분당에 단독주택과 연립주택을 설계하여 단지를 계획하는 사업을 진행하였다. 당시 장석웅은 <C-11-7-8블럭 연립주택, 1994>, <C-11-6-4블럭 단독주택, 1995>을 설계하였고 두 작품은 청사진 도면으로 보관되어 있다.
1990년대에는 체육시설과 문화집회시설, 교육시설 등이 진행된다. 대표작으로 <인천문학종합경기장>을 꼽을 수 있다. 1991년 12월 <문학종합경기장 현상설계>에 당선된 뒤 야구장, 실내수영장, 체육관 등의 프로그램을 가진 종합경기장으로 1994년에 착공하게 되지만 1997년 9월, 2002년 월드컵 개최 후보도시로 지정되며 설계변경 계획이 수립된다. 1998년 종합경기장과 야구장을 갖춘 시설로 재설계하여 2001년 12월 준공한다. 목천건축아카이브는 1994년 설계경기에 당선된 안과 1998년 설계변경안의 디지털 도면, 준공사진, 해외경기장 답사 스크랩북 등을 보관하고 있다.
1995년에는 <안산종합경기장> 현상설계에 당선되었다. 자료는 디지털 도면과 준공사진 등으로 남겨져 있다. 이외 <2002월드컵 강릉축구경기장, 1995>, <2002월드컵 오송축구전용구장, 1995>, <2002월드컵 울산축구경기장, 1997>, <한국민속씨름체육관, 1997> 등의 현상설계에 참여하지만 계획안으로 마무리되었다.
1996년 <거제문화예술회관> 현상설계에 당선되었다. 아도무건축은 기존의 조형성에서 벗어나 거제도가 가지는 지역의 이미지를 건축적으로 풀어내려 하였다. 2003년 준공된 본 작품은 디지털 도면과 준공사진, 서신파일 등으로 보관되어 있다. 1997년에는 <데이콤 대전종합국사, 1998> 설계를 통해 오랜만에 아도무 건축의 오피스 빌딩을 발표한다. 본 작품은 트레이싱 원도와 디지털도면, 사진파일로 보관중이다.
1999년을 기점으로 2000년대로 오게 되면 문화집회시설, 교육시설, 체육시설, 복지시설, 연구소 등 많은 설계경기를 참가하지만 대부분 계획안으로 종결된다. 관련하여 많은 디지털 도면과 사진파일들이 보관되어 있으나 이 시기의 작품은 이전의 아도무 건축의 조형언어와 많은 차이가 있어 열람목록에선 제외하였다. 이 부분에 대해서는 앞으로 유족 또는 아도무 건축 관계자들의 인터뷰 등을 통해 보완되어야 할 사항으로 남아있다.
1) 한양공대 제2회 건축전시회, 주택작품을 주제로 1957년 5월 5일부터 12일간 화신백화점 4층 화랑에서 개최
2) 1959년 제8회 국전(대한민국미술전람회)에 국군기념관을 출품하여 국전 건축계에서 최초로 부통령상을 수상하였다. 한편 건축부의 국전 참가는 제5회부터 시작되었다.
3) 1960년 제9회 국전에서 4.19학생기념관을 출품하여 국무총리상을 수상하였다.
4) 설계: 1961년, 준공: 1963년 / 이 시기를 기점으로 한국전통건축양식을 기반으로 자신의 건축언어를 탐구하기 시작한다.
5) 1962년 제1회 5.16기념 신인예술제에서 건축부 수석상을 수상했다.
6) 설계: 1963년, 준공: 1965년
7) 아도무(a dome): '하나의 돔'이란 뜻으로 완벽한 역학적 구조물을 의미한다. 건축가 장석웅은 아도무건축연구소 설립 이래 40여년 간 아뜰리에 타입으로 사무소를 운영하였다. 이는 자신이 온전히 책임질 수 있는 작업의 범위를 넘지 않으려는 생각을 담고 있는 것이다.
8) 1969년 정지영 교수 주택을 시작으로 1982년 방배동 정사장댁까지 총 37작품을 트레이싱지 원도와 청사진으로 보관 중이다.
9) 성보빌딩(1969), 관철동빌딩(1969), 건설공제조합회관(1970), 삼영빌딩(1973), 한국전자통신 구미사옥(1978), 유화통상 사옥(1982), 대치동 동일빌딩(1984) 등 총 7개의 작품을 트레이싱지 원도와 청사진, 사진으로 보관 중이다.
10) 해군사관학교 생도사(1973), 진해 해군박물관(1980)의 작품을 청사진과 사진으로 보관중이다.
11) 대한성공회 대전 대성당(1969), 대한성공회 용두동 교회, 1970)의 작품을 트레이싱지 원도로 보관중이다.
12) AMC서울사옥 및 공장(1968), 부산 냉동공장 및 창고(1969), K.T.C. 플랜트(1977)의 작품을 트레이싱지 원도와 청사진으로 보관중이다.
13)대치동 서울내과병원(1984)의 사진을 보관중이다.